# Лахт, Сандер
Сандер Лахт (эст. Sander Laht; 26 сентября 1991, д. Коймла, сельсовет Люманда, Сааремаа) — эстонский футболист, нападающий и полузащитник.

## Биография
Первые шаги в футболе делал в секции деревни Тариту, первый тренер — Раймонд Салонг. Воспитанник футбольного клуба «Курессааре». С 2007 года выступал на взрослом уровне за его фарм-клуб «Сёрве», а с 2008 года — за основную команду в первой лиге. 21 марта 2009 года сыграл дебютный матч в высшей лиге Эстонии против «Калева Силламяэ», заменив на 90-й минуте Эндрика Ягера. 16 июня 2009 года забил свой первый гол в высшей лиге в ворота «Пайде». За два сезона в высшей лиге сыграл 58 матчей и забил 8 голов.
В начале 2011 года перешёл в таллинскую «Флору», но за её основной состав сыграл только одну игру в чемпионате — 2 апреля 2011 года в матче против своего бывшего клуба «Курессааре» вышел на замену на 63-й минуте вместо Эрона Крилло. Также вышел на поле в полуфинальном матче Кубка Эстонии 26 апреля 2011 года против «Аякса Ласнамяэ», «Флора» в итоге стала обладателем Кубка. Летом 2011 года перешёл в состав аутсайдера высшей лиги «Вильянди», в котором за полтора сезона сыграл 47 матчей и забил 2 гола.
В 2013 году вернулся в «Курессааре», с которым по итогам сезона вылетел во второй дивизион, а спустя два года — и в третий. Весной 2016 года снова играл за второй состав «Флоры», но в ходе сезона вернулся в «Курессааре» и помог команде одержать победу в Эсилиге Б, забив 17 голов за полсезона. В 2018 году со своим клубом снова играл в высшем дивизионе, вошёл в десятку лучших бомбардиров сезона с 15 голами и стал лучшим снайпером своего клуба.
По состоянию на конец 2018 года является лучшим бомбардиром «Курессааре» за всю историю (83 гола), в 2021 году достиг отметки в 100 голов. В 2021 году также стал рекордсменом клуба по числу матчей, а в октябре 2023 года сыграл свой 400-й матч за клуб в чемпионатах страны. По окончании сезона 2023 года завершил карьеру.
Всего в составе «Курессааре» сыграл 406 матчей и забил 109 голов во всех лигах. В высшей лиге Эстонии, с учётом игр за другие клубы, провёл 329 матчей и забил 51 гол.
В 2009 году провёл два матча за юношескую (U19) сборную Эстонии. Также играл за сборную острова Сааремаа на Островных играх.